# 웸블리

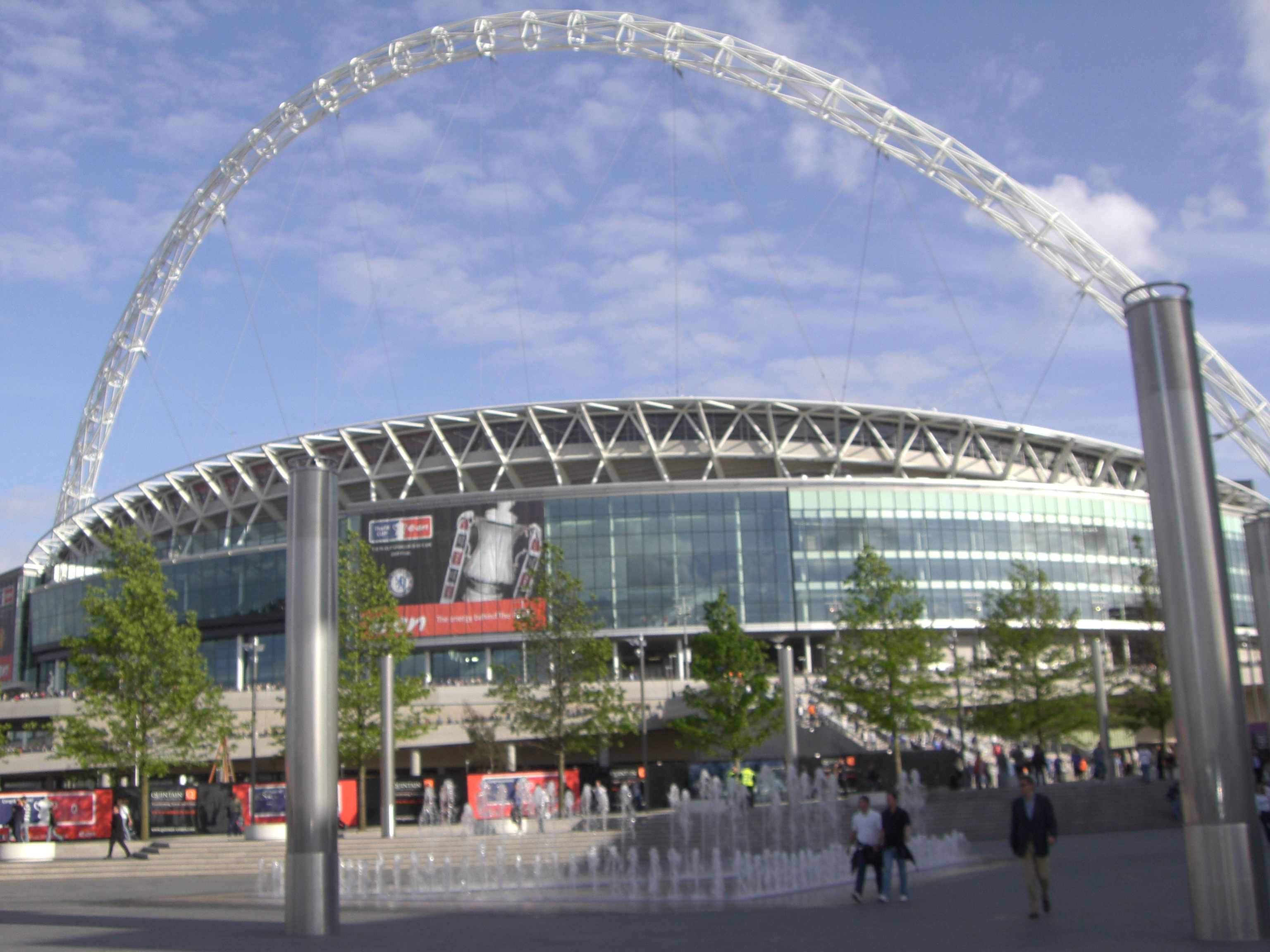
웸블리 스타디움.

웸블리 (Wembley)는 잉글랜드 런던의 북서쪽에 있는 지역으로 브렌트 런던 자치구의 주요 지역이다. 웸블리 스타디움과 웸블리 아레나로 유명한 지역이다.